# Pol-e Dokhtar (stad)
Pol-e Dokhtar (Perzisch: پلدختر, betekenend: Brug van de Dochter, ook geromaniseerd als Pol Dokhtar en Pul-i-Dukhtar) is een stad in het westen van Iran en ligt in het district Pol-e Dokhtar in de provincie Lorestān. In 2006 had het een inwonertal van 22.558 in 5.131 gezinnen.
Ten noorden van de stad bevinden zich de resten van de oude brug Pol-e Dokhtar.
In de omgeving bevinden zich ook enkele grotten.
- Grot Kalmakareh: In 1368 werd een unieke schat in de grot ontdekt, volgens persbureau Mehr, kan het rekening houden met de zes schatten van de antieke wereld.
- Grot Kogan: Deze grot ligt ten oosten van de stad.